# Petr Baumruk
Petr Baumruk (* 25. července 1962 Ústí nad Labem, Československo) je bývalý československý házenkář.
S týmem Československa hrál na letních olympijských hrách v Soulu v roce 1988, kde tým skončil na 6. místě. Nastoupil v 5 utkáních. Hrál i na letních olympijských hrách v Barceloně v roce 1992, kde tým skončil na 9. místě. Nastoupil ve 2 utkáních a dal 5 gólů. Odchovanec Lovosic. Na klubové úrovni hrál za Duklu Praha (1981–1990). Později působil na Islandu, kde žije a pracuje jako trenér.